# Ovaler Breitkäfer
Der Ovale Breitkäfer (Abax ovalis) ist ein Käfer aus der Familie der Laufkäfer (Carabidae).

## Merkmale
Der Ovale Breitkäfer ist ein 11 bis 15 Millimeter großer, rein schwarz gefärbter Laufkäfer, die Oberseite ist, in beiden Geschlechtern, etwas glänzend. Er ist im Mitteleuropa die kleinste Art der Gattung Abax. Der dorsoventral (von oben nach unten) abgeflachte Körper ist in Aufsicht kurzoval. Der Halsschild ist nach vorne hin stark, zur Basis (das ist die Seite zu den Flügeldecken hin) kaum verengt, die Halsschildbasis erreicht in etwa die Breite der Flügeldeckenbasis. Vom nahe verwandten und recht ähnlichen Großen Breitkäfer Abax parallelepipedus (Synonym: Abax ater) unterscheidet auch das Klauenglied der Beine, das auf der Unterseite keine Borsten trägt.

## Vorkommen und Lebensweise
Die Tiere kommen vorwiegend in Mitteleuropa, aber auch in Italien oder der Ukraine vor allem in alten Buchenwäldern vor. Die Art ist europäisch verbreitet, von Frankreich im Westen über Mitteleuropa bis Südost-Europa, sie fehlt in Westasien. In Deutschland gilt er als, mit Ausnahme des nordostdeutschen Flachlands, in allen Landesteilen verbreitet und in Wäldern oft nicht selten., wobei er in höheren Lagen häufiger ist als in der Ebene (collin bis hochmontan). Das Vorkommen in den Niederlanden ist auf das Limburger Hügelland ganz im Süden beschränkt, die Art fehlt in den jüngeren Wäldern der Ebene (meist auf Sand) ganz.
Die Art ist stenotop auf Wälder spezialisiert und gilt als Charakterart der Buchenwälder, kommt aber auch in Eichen-Buchen und Eichen-Hainbuchen-Wäldern noch vor. In Nadelwäldern und Nadelforsten ist sie weitaus seltener oder fehlt ganz. Sie ist auf Kalkboden häufiger. Das Tier ist auf das Leben im Waldesinneren spezialisiert und hielt in einer Untersuchung 200 Meter Abstand zum Waldrand. Bei anderen Untersuchungen wurde sie allerdings auch bis zum Waldrand nachgewiesen.
Die Art soll sich vorwiegend von Regenwürmern, daneben auch von frischem Aas ernähren. Sie besitzt, als große Ausnahme unter den mitteleuropäischen Laufkäfern, eine zweijährige Entwicklung (semivoltin). Das Weibchen scharrt im Erdboden oder im Schutz von Totholz eine kleine Erdhöhlung aus, in der sie die Eier ablegt. Sie bewacht das Gelege bis zum Schlupf der Larven.

## Gefährdung und Naturschutz
Der Ovale Breitkäfer ist in Deutschland nicht bestandsgefährdet. Das Tier ist eine der deutschen Verantwortungsarten, für deren Erhalt die Bundesrepublik Deutschland eine besondere Verpflichtung übernommen hat.

## Phylogenie
Mit den nahe verwandten Gattungen Molops, Tanythrix und Percus gehört die etwa 17 Arten umfassende Gattung Abax zu einer Verwandtschaftsgruppe, dem Subtribus Molopina (früher oft als Tribus aufgefasst und Molopini genannt). Die Zusammengehörigkeit und die Monophylie der Gattung wurden in molekularen Studien bestätigt. Die genaue Position der Art innerhalb der Gattung war allerdings bei den verschiedenen Untersuchungen nicht stabil.